# Teateråret 1904

## Händelser
- 1 juli – Gustaf Fredriksson efterträder Nils Personne som chef för Dramaten.[1]
- 2 december - Jönköpings teater invigs i Sverige.[2]
- okänt datum – Abbey Theatre i Dublin grundas.[3]

## Årets uppsättningar

### Februari
- 16 februari - Ottilia Adelborgs barnsångspel Pelle Snygg och barnen i Snaskeby har urpremiär på Kungliga Teatern i Stockholm.[4]
- 17 februari - Giacomo Puccinis opera Madama Butterfly har urpremiär i Milano.[5]

### April
- 4 april - August Strindbergs pjäs Påsk har urpremiär på Dramaten i Stockholm.[6]

### Okänt datum
- Giacomo Puccinis opera "Tosca" har premiär i Stockholm.[7]
- August Strindbergs Fröken Julie har Sverigepremiär för en sluten grupp på stora Gillesalen i Uppsala.

## Födda
- 4 februari - Eddie Figge (död 2003), svensk bildkonstnär, poet, revyartist och filmskådespelerska.
- 5 augusti - Erna Ovesen (död 1988), svensk skådespelare, konstnär, skulptör och grafiker.